# Elezioni parlamentari in Serbia del 2020
Le elezioni parlamentari in Serbia del 2020 si sono tenute 21 giugno per il rinnovo dell'Assemblea nazionale.
Boicottate da una parte dell'opposizione, che ha messo in dubbio la correttezza del voto, giudicato non libero, le elezioni hanno visto un'ampia vittoria dell'alleanza facente capo al Partito Progressista Serbo del presidente Aleksandar Vučić.

## Risultati
| Per i Nostri Figli (SNS - SDPS - PS - PUPS - PSS - SNP - SPO - NSS) | 1 953 998 | 63,02 | 188 |  |  |  |
| Partito Socialista di Serbia - Serbia Unitaria (con KP e ZS)        | 334 333   | 10,78 | 32  |  |  |  |
| Alleanza Patriottica Serba                                          | 123 393   | 3,98  | 11  |  |  |  |
| Per il Regno di Serbia (POKS - MF)                                  | 85 888    | 2,77  | –   |  |  |  |
| Dosta je bilo                                                       | 73 953    | 2,39  | –   |  |  |  |
| Metla 2020 (DSS)                                                    | 72 085    | 2,32  | –   |  |  |  |
| Alleanza degli Ungheresi di Voivodina                               | 71 893    | 2,32  | 9   |  |  |  |
| Partito Radicale Serbo                                              | 65 954    | 2,13  | –   |  |  |  |
| Movimento dei Cittadini Liberi                                      | 50 765    | 1,64  | –   |  |  |  |
| Zavetnici                                                           | 45 950    | 1,48  | –   |  |  |  |
| Salute alla Vittoria (ZS - BS)                                      | 33 435    | 1,08  | –   |  |  |  |
| Sempre Avanti (SPP - DPM)                                           | 32 170    | 1,04  | 4   |  |  |  |
| Serbia Democratica Unita (S21 - SMS - GDF - LSV - VP - DSHV - CP)   | 30 591    | 0,99  | –   |  |  |  |
| Alternativa Democratica Albanese                                    | 26 437    | 0,85  | 3   |  |  |  |
| Partito d'Azione Democratica del Sangiaccato                        | 24 676    | 0,80  | 3   |  |  |  |
| Movimento Leviatano                                                 | 22 691    | 0,73  | –   |  |  |  |
| 1 su 5 milioni                                                      | 20 265    | 0,65  | –   |  |  |  |
| Coalizione per la Pace (LDP)                                        | 10 158    | 0,33  | –   |  |  |  |
| Blocco del Popolo (NS - NSP)                                        | 7 873     | 0,25  | –   |  |  |  |
| Fate cadere le maschere (ZS - NS)                                   | 7 805     | 0,25  | –   |  |  |  |
| Partito Russo                                                       | 6 295     | 0,20  | –   |  |  |  |
| Totale                                                              | 3 100 608 | 100   | 250 |  |  |  |
|                                                                     |           |       |     |  |  |  |
| Voti non validi                                                     | 118 155   | 3,67  |     |  |  |  |
| Votanti                                                             | 3 218 763 |       |     |  |  |  |